# ليمان براذرز

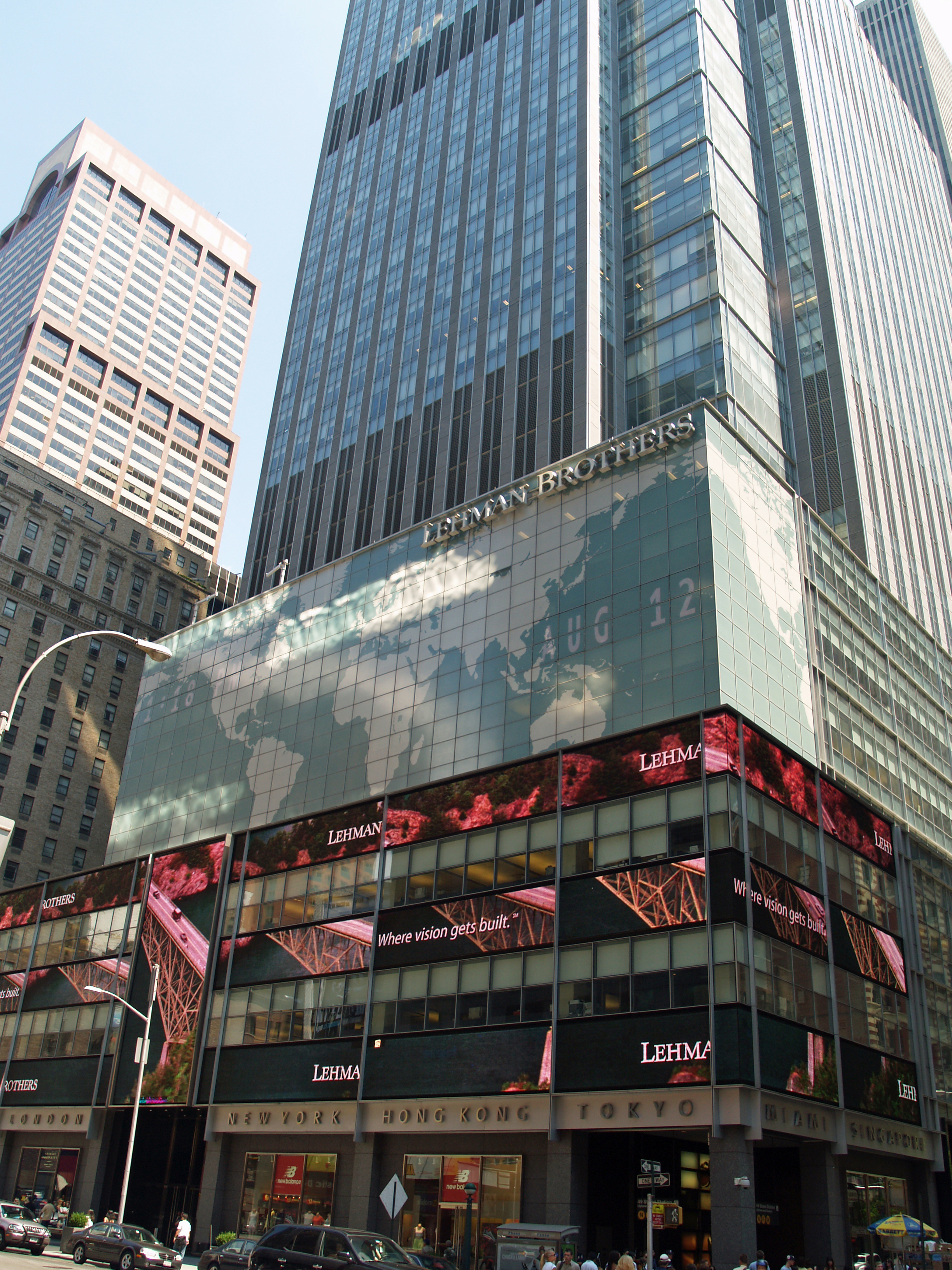
مقر بنك ليمان براذرز بميدان التايمز بمدينة نيويورك الأمريكية

ليمان براذرز (بالإنجليزية: Lehman Brothers Holdings Inc)‏ هو بنك تم تأسيسه في ألاباما، الولايات المتحدة الأمريكية عام 1850 على يد ثلاثة أخوة يهود من تجار القطن، ليكون مؤسسة خدمات مالية دولية. ويقع مقره الرئيسي في نيويورك.
أعلن البنك عن إفلاسه في 14 سبتمبر 2008 بسبب الخسارة التي حدثت في سوق الرهن العقاري. كان لافلاس البنك تأثيرات سلبية على الكثير من أسواق العالم.
كان ليمان رابع أكبر بنك استثماري في الولايات المتحدة (وراء غولدمان ساكس، ومورغان ستانلي، وميريل لينش)، ممارسة الأعمال التجارية في الخدمات المصرفية الاستثمارية، الأسهم والدخل الثابت المبيعات والتداول (خصوصا سندات الخزينة الأميركية)، والابحاث، وإدارة الاستثمارات، والأسهم الخاصة، والخدمات المصرفية الخاصة. كانت ليمان تعمل منذ 158 عاما من تأسيسها في عام 1850 حتى عام 2008.
في 15 سبتمبر 2008، قدمت الشركة لحمايتها من الإفلاس بموجب الفصل الحادي عشر من قانون الافلاس الامريكي في أعقاب النزوح الجماعي لمعظم عملائها، والخسائر الفادحة في مخزونها، وانخفاض قيمة الأصول من قبل وكالات التصنيف الائتماني، والتي نشأت إلى حد كبير بسبب مشاركة ليمان في أزمة الرهن العقاري، والتعرض لموجودات أقل سيولة. يعتبر إفلاس ليمان هو الأكبر في تاريخ الولايات المتحدة،  ويعتقد أنه لعب دورا رئيسيا في تطور الأزمة المالية 2007-2008 في أواخر العقد الأول من القرن الماضي. كما أعطى انهيار السوق دعما لمبدأ «كلما كنت أكبر كان الوقوع اكبر».
وبعد تقديم الإفلاس، انخفضت الأسواق العالمية على الفور. في اليوم التالي، أعلنت باركليز عن موافقتها على شراء (في حال موافقة الجهات التنظيمية) قسم الخدمات المصرفية والاستثمارية في ليمان في أمريكا الشمالية جنبا إلى جنب مع مقر مقرها في نيويورك. في 20 سبتمبرر 2008، وافق قاض الإفلاس الأمريكي جيمس م. بيك على نسخة منقحة من تلك الاتفاقية.  في الأسبوع المقبل، نومورا القابضة أعلنت أنها ستشتري بنك ليمان براذرز في منطقة آسيا ومنطقة المحيط الهادي الهندي، بما في ذلك اليابان، هونغ كونغ وأستراليا،  وكذلك الشركات ليمان براذرز المصرفية والأسهم الاستثمار في أوروبا والشرق الأوسط. أصبحت الصفقة سارية المفعول في13 أكتوبر 2008.

## وصلات خارجية
- الموقع الرئيسي لمصرف ليمان براذرز